# Franco Daniel Flores
Franco Daniel Flores (La Rioja, Provincia de La Rioja, 9 de julio de 1987). Es un futbolista argentino. Su posición en cancha es la de lateral derecho y actualmente se encuentra jugando en Club Social y Deportivo Madryn de la Primera B Nacional de Argentina.
Con un breve paso por River Plate, a los 13 años tomó la decisión de irse al club en el cual desarrollo todas las inferiores, Gimnasia y Esgrima La Plata.
Jugando siempre de titular en todas las inferiores, tanto de lateral como de volante.
Logró en la 5.ª división, salir campeón con una excelente performance.
Ese mismo año, fue elegido inferiores platenses de oro, premio que otorga un programa platense que cubre todas las categorías de fútbol de AFA de Estudiantes y Gimnasia.

## Clubes
| Club                          | País      | Año            | PJ | Goles |
| ----------------------------- | --------- | -------------- | -- | ----- |
| Gimnasia y Esgrima (La Plata) | Argentina | 2005 - 2008    | 0  | 0     |
| Gimnasia y Esgrima (CdU)      | Argentina | 2009 - 2012    | 76 | 3     |
| Boca Unidos (Corrientes)      | Argentina | 2012 - 2013    | 25 | 1     |
| Guillermo Brown               | Argentina | 2013 - 2014    | 31 | 4     |
| Las Palmas (Córdoba)          | Argentina | 2014           | 11 | 1     |
| Gimnasia y Tiro (Salta)       | Argentina | 2015           | 25 | 2     |
| Guillermo Brown               | Argentina | 2016 - 2017    | 38 | 0     |
| Villa Dálmine                 | Argentina | 2017 - 2018    | 25 | 1     |
| Instituto                     | Argentina | 2018 - 2020    | 13 | 0     |
| Mitre                         | Argentina | 2020 -2021     | 17 | 0     |
| Villa Dálmine                 | Argentina | 2021           | 14 | 2     |
| Deportivo Madryn              | Argentina | 2022- presente | 7  | 0     |